# Place d'Orléans
Place d'Orléans est un centre commercial situé dans le secteur francophone d'Orléans de la ville d'Ottawa, Ontario. L'édifice à une dimension d'environ 70 260 m². On y retrouve deux grandes surfaces : SportChek et La Baie. En plus de 175 boutiques, on y retrouve une foire alimentaire et un centre d'entraînement GoodLife Fitness. Une bonne partie de l'espace du deuxième étage est louée à la Gendarmerie royale du Canada (GRC). En 2006, le Wal-Mart du centre d'achats déménagea sur la rue Innes. Pour combler cet espace, un Zellers ouvrit ses portes.
Construit en 1979, Place d'Orléans a été l'objet de rénovations et d’agrandissement dans les années 1990. Comme plusieurs centres commerciaux de ce genre, Place d'Orléans doit faire face à la concurrence des grandes surfaces comme Walmart, Canadian Tire et autres. Malgré le développement de la rue Innes, Place d'Orléans demeure toujours une référence pour le magasinage dans l'est de la ville d'Ottawa.

## Histoire

### 1979 et années 1980: Début
Le centre commercial Place d'Orléans ouvrit ses portes en 1979.

### Années 1990: Agrandissement
De nombreuses rénovations permettaient à la Place d'Orléans d'avoir une grande taille par le mois d'août en 1990.  Le Woolco fut acheté par Walmart en 1994.  Eaton's ferma ses portes vers la fin des années 1990.  La Baie planifiait alors la construction d'un magasin Mode Maison au côté opposé d'Eatons sur le deuxième étage.

### Années 2000: déclin
Étant donné qu'Eatons avait fermé ses portes lors de la dernière décennie, Dollarama acheta une grande partie du premier étage de ce magasin tandis que la Gendarmerie royale du Canada (GRC) acquiert les droits d'accès au deuxième étage.  L'épicerie Marché Frais ferma ses portes après la saison de Noël en 2005 et fut remplacé par le magasin de vêtements Boathouse au premier étage et par le centre d'entrainement physique Goodlife Fitness au deuxième étage.  Au fait, Goodlife n'est pas directement accessible à partir du centre d'achats et ne peut être accédé que par un escalier à l'extérieur.  Toutefois, la plus grande perte de la Place d'Orléans fut le Walmart, aussi fermé en 2005.  Il fut remplacé par Zellers, un magasin moins performant et populaire.  La pharmacie Pharma Plus fut remplacé par le magasin de maquillage Murale, qui ouvrit ses portes le 8 novembre 2008.  Plusieurs promotions ont eu lieu pour promouvoir l'ouverture de ce magasin.

### Années 2010: Target
Chatr et Wind Mobile sont deux magasins de téléphonie mobiles ouverts en 2010.  Le magasin Murale fut fermé par l'été 2012, soit à peine quatre ans après sa grande ouverture.   L'épicerie Farm Boy célébra sa grande ouverture à la Place d'Orléans lors de l'été 2012.  C'est la première fois depuis sept ans que le centre accueille un magasin du format épicerie.  La boutique de vêtements pour jeunes filles Justice ouvrit également ses portes lors de cette saison pour faire concurrence à Garage.  En automne 2013, Target planifie ouvrir un magasin pour remplacer Zellers. Target ferma ses portes par la suite, mais Rexall fut ramené.

## Magasins
Le centre d'achat accueille plusieurs magasins d'entreprises nationales et internationales, notamment:
- Aub44 by Aubainerie (le seul et premier en Ontario)
- La Baie d'Hudson (y compris La Baie Mode Maison)
- Boathouse
- Dollarama
- Entertainment Ink
- Farm Boy
- Urban Planet
- GameStop
- Gendarmerie royale du Canada
- GoodLife Fitness
- Indigo
- Justice (le premier à Ottawa)
- La Senza
- Mark's
- Rexall
- SportChek
- Sunrise Records

### Anciens magasins
- Eaton's (fermé vers la fin des années 1990)
- Foot Locker
- Forever 21 (fermé début 2020)
- Japan Camera
- La Baie Mode Maison
- La Senza Express
- Marché Frais (remplacé par Boathouse et Goodlife Fitness)
- Murale
- Target
- Toys “R” Us Express (un magasin éphémère)
- Woolco (remplacé par Walmart et ensuite
- Zellers